# Nathan Jawai
Nathan Leon Jawai (ur. 10 października 1986 w Sydney) – australijski koszykarz grający na pozycjach silnego skrzydłowego lub środkowego, reprezentant kraju, obecnie zawodnik Cairns Taipans.
Przez lata brał udział w rozgrywkach letniej ligi NBA. Reprezentował Toronto Raptors (2008), Dallas Mavericks (2009), Charlotte Bobcats (2010), Cleveland Cavaliers (2010).

## Osiągnięcia

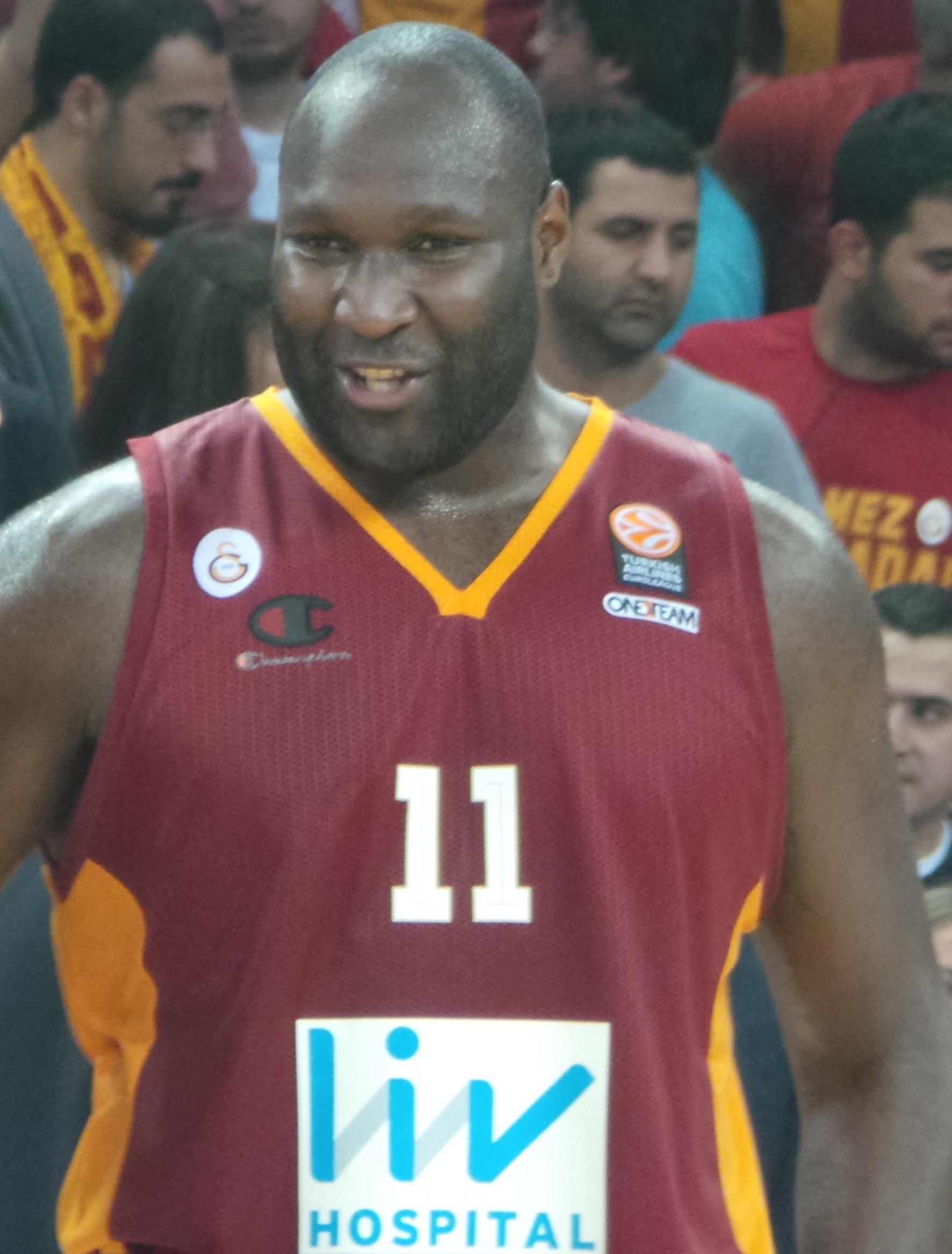
Jawai w barwach Galatasaray Liv Hospital (październik 2013)

Stan na 5 sierpnia 2019, na podstawie, o ile nie zaznaczono inaczej.
Klubowe
- Mistrz:
  - Ligi Adriatyckiej (2011)
  - Serbii (2011)
  - Australii (NBL – 2016)
  - australijskiej ligi:
    - QBL (2004, 2007)
    - ABA (2004, 2007)
- Zdobywca pucharu:
  - Hiszpanii (2013)
  - Serbii (2011)
- Uczestnik rozgrywek Liga Ameryki Południowej (2013–2014)

Indywidualne
- MVP:
  - finałów Ligi Adriatyckiej (2011)
  - meczu gwiazd NBL (2008)
  - kolejki Euroligi (13 – TOP 16, 5 mecz play-off – 2012/2013)
- Debiutant roku NBL (2008)
- Zaliczony do:
  - I składu ABA (2007)
  - II składu NBL (2008)
- Uczestnik meczu gwiazd ligi australijskiej NBL (2008)

Reprezentacja
- Mistrz Oceanii (2015)
- Wicemistrz Oceanii:
  - 2009
  - U–20 (2004)
- Zwycięzca azjatyckich kwalifikacji do mistrzostw świata (2017)
- Uczestnik mistrzostw świata:
  - 2014 – 12. miejsce
  - U–21 (2005 – 4. miejsce)